# Roy Orbison
Roy Kelton Orbison (23. dubna 1936, Vernon, Texas, USA – 6. prosince 1988, Hendersonville) byl známý americký zpěvák, kytarista a skladatel. Romantický tenor patřil v 50. letech k průkopníkům rokenrolu a rockabilly, zpíval country, ke konci kariéry pak v jeho repertoáru převažovaly písně ve stylu melodického rocku a popu. Několikanásobný držitel ceny Grammy se proslavil například písněmi Ooby Dooby, Oh, Pretty Woman, Crying, Running Scared nebo You Got It.

## Životopis
Orbison se narodil ve Vernonu v severním Texasu jako druhé dítě zdravotní sestry Nadiny Shultsové a dělníka Orbie Lee Orbisona, který pracoval na ropných vrtech i jako automechanik. V době Royova narození, za velké hospodářské krize, byli oba rodiče bez práce a se třemi dětmi se i později opakovaně stěhovali. Z Vernonu se rodina v roce 1943 stěhovala za prací nejdříve do Fort Worth, v roce 1946 pak do města Wink na západě Texasu blízko hranic s Novým Mexikem.
Hudbě se Roy Orbison věnoval od dětství. V roce 1954 ukončil střední školu a začal studovat na North Texas State College v Dentonu v Texasu, po roce studia přešel na Washington State University ve městě Pulman ve státě Washington, kde další rok studoval historii a angličtinu. V roce 1956 zanechal studia a rozhodl se věnovat hudbě profesionálně.
V roce 1956 se Orbison oženil s Claudette Frady, o rok později se manželé přestěhovali do Nashville. V roce 1958 se jim narodil syn Roy, v roce 1962 Antony a jako poslední Wesley. Orbisonovo pracovní vytížení v první polovině 60. let a jeho častá nepřítomnost doma vedla k rozporům s jeho ženou a manželství skončilo rozvodem. Po nějakém čase si však oba manželé k sobě opět našli cestu a začátkem června 1966 se vydali na motocyklech na společnou dovolenou. Cesta však skončila tragicky. 6. června se Claudette těžce zranila při dopravní nehodě a po převozu do nemocnice zemřela. O dva roky později během Orbisonova koncertního turné po Anglii vyhořel do základů rodinný dům v Old Hickory Lake v Hendersonville ve státě Tennessee. Při požáru 14. září 1968 zahynuli dva z Orbisonových synů (Roy a Antony). Nejmladšího syna Wesleye, kterému byly tehdy tři roky, zachránili prarodiče. Orbisona tyto tragédie těžce poznamenaly a měly negativní dopad na jeho kariéru.
V srpnu 1968 se Orbison seznámil ve městě Batley v Anglii se svou druhou ženou Barbarou. Po svatbě, která se konala v Nashvillu 5. května 1969, si Orbisonovi postavili nový dům jeden blok od místa, kde stával starý dům. V roce 1985 se pak rodina přestěhovala do Malibu v Kalifornii. S druhou ženou má Orbison dva syny – Roye Keltona Orbisona (* 1970) a Alexandera „Orbi“ Lee Orbisona (* 1975). „Orbi“ je bubeníkem v kapele Whitestarr.
Navzdory nevýrazným úspěchům dával Orbison v 70. letech obrovské množství koncertů a pořádal dlouhá turné. Velké pracovní vytížení mělo neblahý vliv na zpěvákovo zdraví. Koncem roku 1977 musel Orbison omezit veškeré pracovní aktivity, neboť mu v 41 letech hrozil srdeční infarkt. 18. ledna 1978 se podrobil náročné srdeční operaci. V následujících deseti letech pak koncertoval snad ještě více než v letech sedmdesátých.
Začátek prosince 1988 trávil Orbison v Nashvillu na návštěvě u matky. 6. prosinec strávil nákupy a létáním s modely letadel, během odpoledne si ale stěžoval na bolest na hrudi. Zkolaboval v domě večer v době, kdy jej byl navštívit Jean Sheperd. S těžkým infarktem byl zpěvák převezen do nemocnice v Hendersonville. 6. prosince ve 23:54 konstatovali lékaři smrt. Roy Orbison byl pohřben 15. prosince 1988 na hřbitově Westwood Village Memorial Park Cemetery ve Westwoodu v Kalifornii. Jeho první žena Claudette a dva synové jsou uloženi na hřbitově Woodlawn Memorial Park Cemetery v Nashvillu.

## Kariéra
Když bylo Orbisonovi osm let, koupil mu otec první kytaru. Sám se na ni naučil hrát. Svou první hudební skupinu The Wink Westerners založil v roce 1949 ve svých třinácti letech. Pokud právě nezpíval se svou skupinou, hrál na kytaru a skládal písně. Skupina se pravidelně objevovala ve vysílání rádia KERB v texaském Kermitu. Pronikla i do vysílání místní televizní stanice. Jedním z hostů jejich pořadu byl i Johnny Cash, který jim doporučil, aby se pokusili získat kontrakt u hudebního vydavatelství Sun Records producenta Sama Phillipse. Orbison se svou skupinou napoprvé neuspěl, Sam Phillips však změnil své rozhodnutí poté, co slyšel nahrávky, které The Wink Westerners pořídili ve studiu Normana Pettyho v Clovisu v Novém Mexiku. The Wink Westerners se přejmenovali na The Teen Kings a Roy Orbison zanechal v roce 1956 studia na vysoké škole, aby se mohl věnovat plně hudbě.
Prvního komerčního úspěchu dosáhl Orbison písní Ooby Dooby, kterou složili Orbisonovi přátele ze školy a kterou produkoval Norman Petty. Mnoho dalších písní z tohoto období pak produkoval Sam Phillips, u něhož nahrávali také Jerry Lee Lewis, Carl Perkins, Johnny Cash, a Elvis Presley. Orbisonovu píseň Claudette nahráli The Everly Brothers na B stranu singlu s jejich hitem All I Have To Do Is Dream.
Jakkoli fanouškové rockabilly a blues považují Orbisonovy nahrávky v těchto stylech pro Sun Records typických za jedny z nejlepších, velký úspěch mu nepřinesly. Jako interpret se stále nemohl prosadit. Pracoval jako skladatel pro firmu Acuff-Rose Music, uzavřel smlouvu se společností RCA a po jejím ukončení v roce 1959 pak přešel k vydavatelství Monument Records Freda Fostera.

### První úspěch
V roce 1957 se Orbison seznámil s hudebním skladatelem Joe Melsonem z Odessy v Texasu. Roy Orbison mu nabídl spolupráci a výsledkem byl nový zvuk a vlastně i nový hudební styl – dramatická rocková balada. Fredu Fosterovi se nový směr v Orbisonově tvorbě líbil a pomohl jej rozvinout. Zatímco nahrávka písně Uptown měla ještě jen nevýrazný úspěch, v roce 1960 natočil ve vlastní interpretaci píseň Only the Lonely. Zaznamenala raketový vzestup na první místa žebříčků (č. 2 v USA, č. 1 v UK) a z Roye Orbisona se stala mezinárodní hvězda. Singl s písní Runninng Scared se umístil v USA na 1. příčce žebříčku. Mnoho písní napsal Orbison společně s Billem Deesem, včetně písně Oh, Pretty Woman, jež se stala v Orbisonově kariéře jednou z nejznámějších. V období, kdy Orbison nahrával u společnosti Monument Records, byla jeho doprovodnou kapelou skupina studiových hudebníků vedená Bobem Moorem. Orbisonovým nahrávkám dala jedinečný dynamický, ale úsporný zvuk. Stal se jednou z nejzajímavějších osobností hudební scény šedesátých let. Jeho hudební styl vycházel z kořenů country a western, romantismus se projevoval i v nových písních a něžném hlase. Při interpretaci písní na scéně stál téměř bez hnutí a výrazně se tím odlišoval od svých rockových současníků. K největším Orbisonovým hitům z počátku šedesátých let patří Blue Angel (1960), Running Scared (1961), Crying (1961), Dream Baby (1962), In Dreams (1963), Blue Bayou (1963), Pretty Paper (1963), It’s Over (1964), Oh Pretty Woman (1964).
Orbison měl významný vliv na své současníky, jako byli např. Beatles a Rolling Stones. V roce 1963 měl Orbison podniknout evropské koncertní turné spolu s Beatles, jeho účast se nakonec omezila jen na samotné zahájení. S Beatles zůstali přáteli, zejména s Johnem Lennonem a Georgem Harrisonem, se kterým se později sešel ve skupině Traveling Wilburys. Roy Orbison přesvědčoval Beatles k turné po Americe. Když potom skutečně přijeli do Spojených států, požádali Orbisona, aby jako manažer zajišťoval jejich turné. Ten ale musel s ohledem na nedostatek času odmítnout.
Na rozdíl od jiných umělců se Orbison dokázal prosadit proti britské invazi. Jeho singl Oh, Pretty Woman prolomil nadvládu Beatles v žebříčcích Top 10 – dosáhl na 1. místo Billboard Charts i na 1. místo v žebříčku Britském. V prvních deseti dnech od vydání se prodalo více výlisků než kteréhokoli jiného singlu předtím, celkem pak více než 7 miliónů. Později se tato píseň proslavila ještě jednou, když dala název filmu režiséra Garryho Marshalla Pretty Woman s Julií Roberts v hlavní roli, ve kterém zazněla.
V roce 1964 podnikl Orbison turné spolu s The Beach Boys a v roce 1965 turné po Austrálii spolu s Rolling Stones. Byl úspěšný i v Británii, kde tři jeho singly dosáhly až na 1. místo žebříčku a kde byl také několikrát vyhlášen zpěvákem roku.

### Konec 60. let
V roce 1965 podepsal Orbison nahrávací smlouvu se společností MGM Records a ve filmových studiích MGM ztvárnil hlavní postavu ve westernovém muzikálu The Fastest Guitar Alive. Písně, jež v muzikálu interpretoval, také vyšly na stejnojmenném hudebním albu.
Koncem 60. let začala kariéra Roye Orbisona ve Spojených státech upadat. Po roce 1967 nezaznamenal v USA žádný hit. Příčinou byly kromě rodinné tragédie pravděpodobně také změny hudebních stylů. Zatímco se kariéra zpěváka v USA oživila až během 80. let, ve zbytku světa zůstal populární stále. Písně, jež měly v USA jen nevýrazný úspěch, jako např. Penny Arcade a Working for the Man, dosáhly na 1. příčku australských žebříčků, a Too Soon to Know vystoupala na 3. příčku v žebříčku anglickém. Orbisonova popularita v Německu rostla a zpěvák natočil svůj hit Mama v němčině. Ve Francii byl znám jako zpěvák balad o ztracených láskách. Coververze jeho písně Blue Bayou, kterou nazpívala Mireille Mathieu ve francouzštině, se dostala na nejvyšší příčky francouzských žebříčků. Fanouškové v Nizozemsku založili zpěvákův největší světový fanklub. Vystupoval nadále také v Irsku, navzdory sílícímu terorizmu v Severním Irsku. V Británii neměl během 70. let žádný výraznější hit, jakkoli kompilace starších nahrávek se prodávaly dobře. Tento trend přetrvává dodnes.

### 70. léta

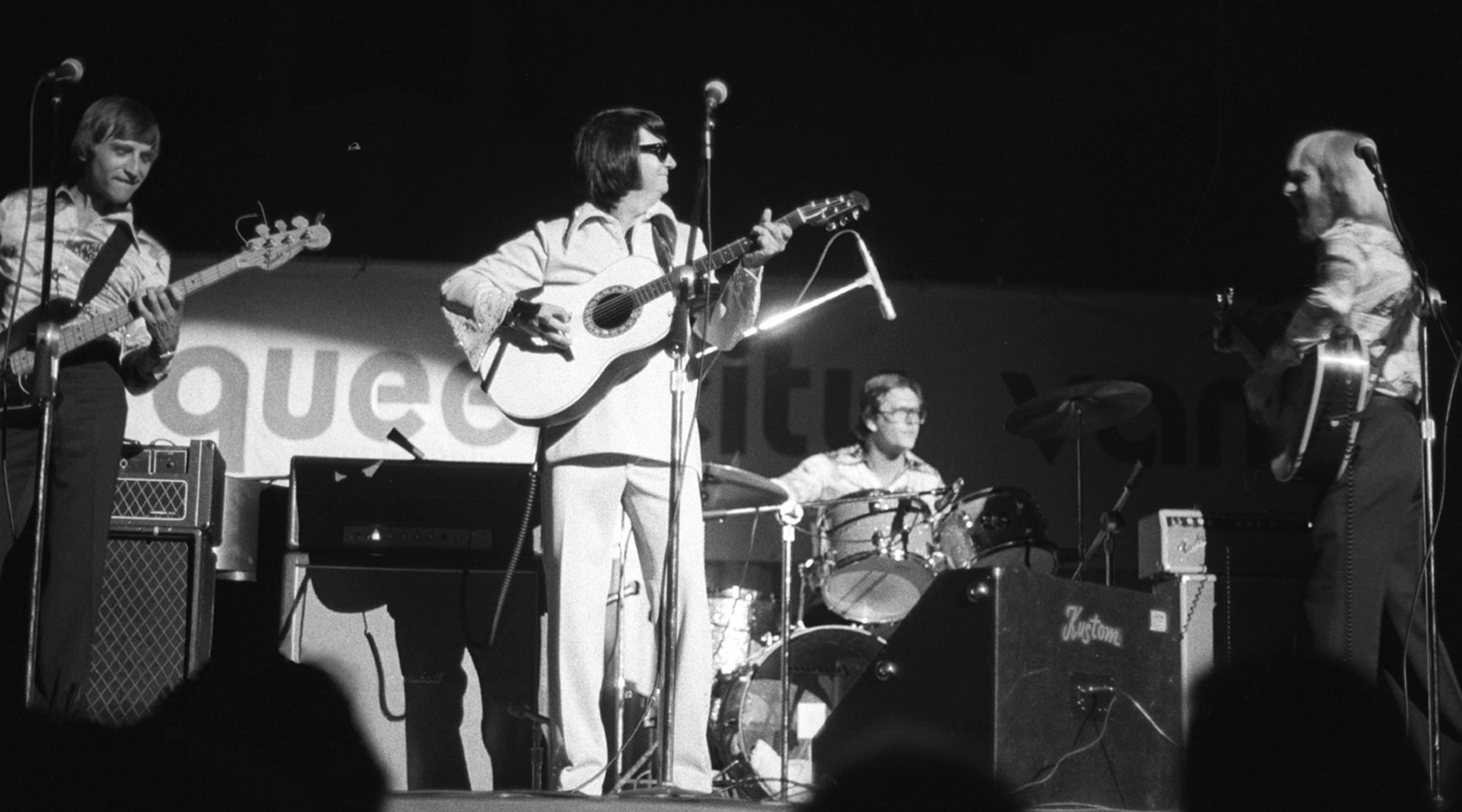
Roy Orbison v Cincinnati Gardens, 1976

Po vypršení smlouvy s MGM uzavřel Orbison nový kontrakt s vydavatelstvím Mercury Records. U tohoto labelu pak vydal countryové album I'm Still In Love With You. Album nebylo nijak úspěšné a ani píseň Sweet Mama Blue, vydaná též na singlu, se neprosadila.
V roce 1976 se Orbison ve snaze oživit popularitu vrátil ke společnosti Monument Records. Obnovil spolupráci s Fredem Fosterem a vydal album Regeneration. Album nemělo u posluchačů úspěch a Orbison, navzdory tomu, že měl k dispozici dostatek materiálu k vydání dalšího alba, požádal v roce 1978 Freda Fostera o ukončení smlouvy.
Několikanásobná držitelka cen Grammy Linda Ronstadt zařadila Orbisonovu píseň Blue Bayou na své platinové album Simple Dreams. Singl dosáhl na 3. příčku žebříčku singlů časopisu Billboard a byl organizací RIAA certifikován jako platinový. Celosvětově se prodalo více než 7 miliónů výlisků a jednalo se tak o největší Orbisonův skladatelský komerční úspěch. S českým textem Eduarda Pergnera nazpívala písničku koncem 70. let také zpěvačka Jitka Zelenková. Pod názvem Zpívání ji zařadila na své debutové sólové album Zázemí.
Po celá 70. léta Orbison navzdory neúspěchu nových písní v žebříčcích koncertoval a podnikal dlouhá turné. Pracovní vypětí mu však přivodilo těžké zdravotní problémy a v lednu 1978 se musel podrobit kardiochirurgické operaci. Krátce po operaci však začal opět pracovat.
Poslední nahrávací smlouvu tohoto období uzavřel Orbison v roce 1979 u společnosti Elektra/Asylum Records, kde vydal desku s názvem Laminar Flow. Deska znamenala změnu v zaměření, Orbison se ve své tvorbě pokusil přiblížit více stylu disco. Písní Hound Dog Man složil Orbison poklonu Elvisu Presleymu, který zemřel v roce 1977. Presley byl Orbisonův fanoušek a přítel; pokládal Orbisona za „nejlepšího zpěváka světa“.

### Oživení popularity v 80. letech

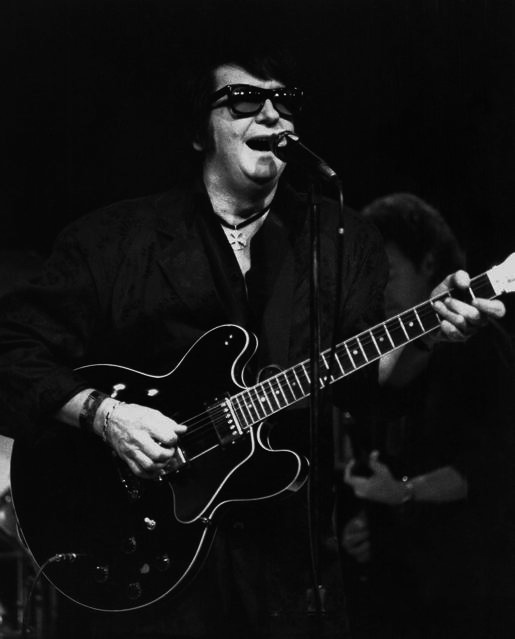
Roy Orbison v roce 1987

V roce 1980 nahrál Roy Orbison spolu s Emmylou Harris píseň That Lovin' You Feelin' Again. Za píseň obdrželi cenu Grammy pro nejlepší country interpretaci dua či vokální skupiny. V roce 1985 nahrál Orbison píseň Wild Hearts pro film Nicolase Roega Insignificance, vydanou na labelu ZTT Records a produkovanou Davidem Briggsem a Willem Jenningsem. Režisér David Lynch zařadil píseň In Dreams do svého filmu Blue Velvet; i to pomohlo Orbisonovi k návratu ztracené popularity.
V roce 1987 byl Roy Orbison uveden do Rokenrolové síně slávy, jeho průkopnické působení bylo oceněno uvedením do Rockabillyové síně slávy.
Poté, co podepsal Orbison novou nahrávací smlouvu na dalších 10 let u společnosti Virgin Records, pořídil v roce 1987 pro soundtrack k filmu Hiding Out novou verzi písně Crying, nyní jako duet s k. d. lang. Píseň získala následně cenu Grammy.
V roce 1987 uvedla televizní stanice HBO speciální pořad Roy Orbison and Friends, A Black and White Night, černobílou technikou pořízený záznam z koncertu. Roye Orbisona doprovázela hudební skupina složená z jeho fanoušků a příznivců z řad špičkových hudebníků, kteří mu takto prokazovali velký respekt a obdiv. Na organizaci se podílel T-Bone Burnett. Na klavír hrál Glen Hardin, který po léta doprovázel Buddyho Hollyho i Elvise Presleyho. Kytarista James Burton doprovázel Presleyho a Rickyho Nelsona. V doprovodném sboru zpívali (a někteří také hráli na kytaru nebo klavír) Bruce Springsteen, Tom Waits, Elvis Costello, Jackson Browne, J. D. Souther a Steven Soles a dále zpěvačky Jennifer Warnes, k. d. lang and Bonnie Raitt. Tento pořad přivedl do řad příznivců Roye Orbisona mnoho příslušníků mladší generace.
Krátce po tomto vystoupení, když spolupracoval v roce 1988 s Jeffem Lynnem ze skupiny Electric Light Orchestra na písních pro nové album, se sešel víceméně náhodně ke spolupráci ještě s Bobem Dylanem, Georgem Harrisonem a Tomem Pettym. Původním záměrem bylo natočit píseň na B stranu Harrisonova singlu This Is Love. Píseň Handle with Care, která z této spolupráce vzešla, se však povedla natolik, že bylo jmenovaným líto použít ji na B stranu singlu. A protože měli ze společné práce opravdovou radost, rozhodli se natočit pod pseudonymem celé album. Vznikla tak skupina Traveling Wilburys a album Traveling Wilburys Vol. 1 zaznamenalo poměrně značný úspěch. Další společné plány této pětice hudebníků však narušila pozdější smrt Roye Orbisona v prosinci téhož roku.
Koncem roku 1988 natočil Roy Orbison nové album Mystery Girl. Album produkovali Orbison, Mike Campbell (z Tom Petty's Heartbreakers) a Jeff Lynne. Poslední vystoupení po návratu do Spojených států uskutečnil Roy Orbison v Highland Heights ve státě Ohio. Na příští rok plánoval velké turné po Evropě a Americe.
Album Mystery Girl, které přineslo Orbisonovi návrat na výsluní popularity, však vyšlo až po jeho smrti…

## Ocenění

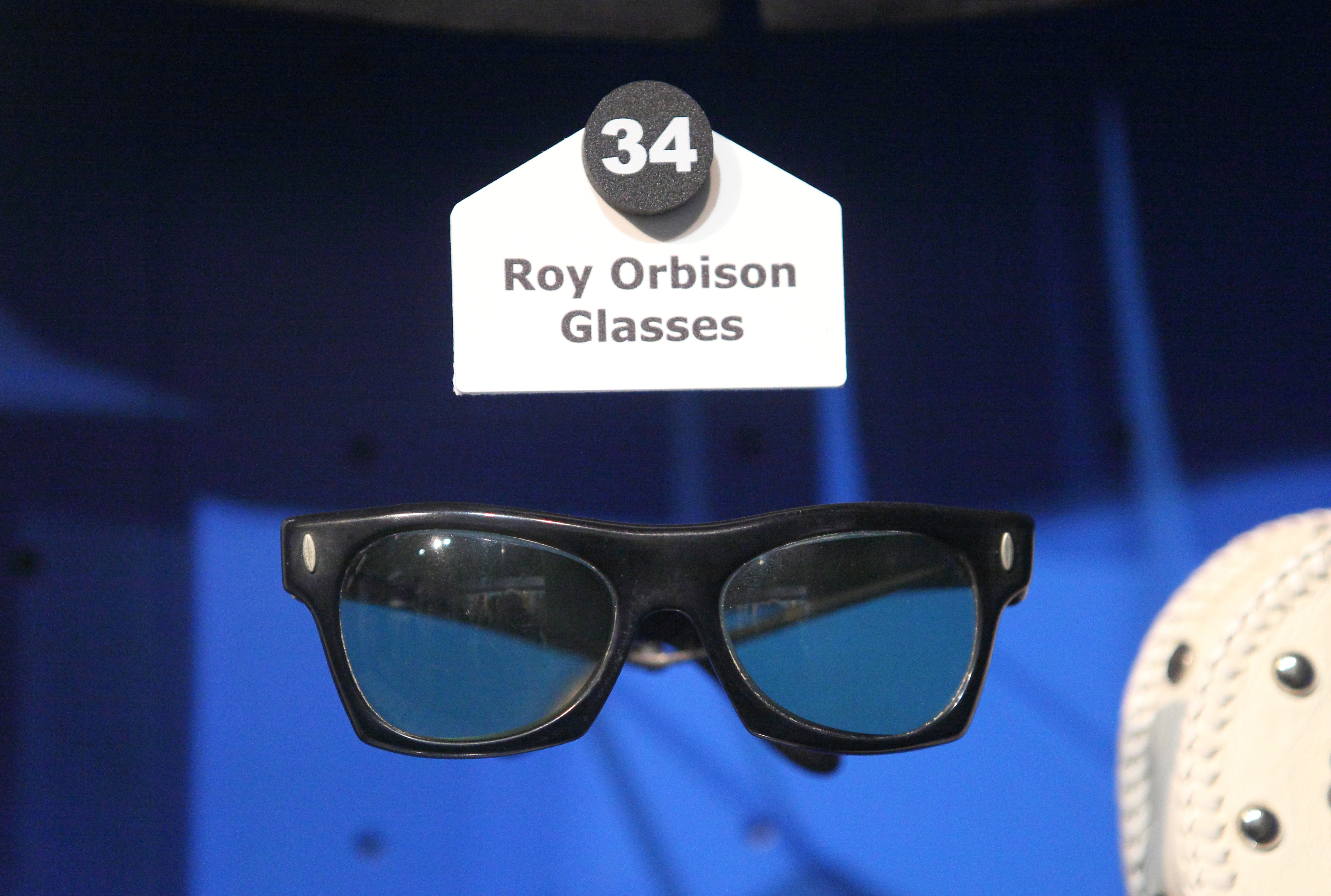
Brýle Roye Orbisona jako exponát v rockenrollové síni slávy

Nahrávky Roye Orbisona získaly 5 cen Grammy z devíti nominací: Oh, Pretty Woman (1990), album Traveling Wilburys Volume One (1989), Crying (1988), Interviews From The Class Of '55 Recording Sessions (1986) a That Lovin' You Feelin' Again (1980). V roce 1998 mu byla udělena zvláštní cena Grammy za celoživotní dílo. V Síni slávy (Grammy Hall of Fame) je od roku 1999 zapsána jeho píseň Oh, Pretty Woman (1964).
Časopis Rolling Stone zařadil Roye Orbisona na 37. místo v seznamu největších umělců všech dob (žebříček z roku 2011) a na 13. místo mezi nejlepšími zpěváky všech dob (žebříček z roku 2008). V roce 1987 byl uveden do síně slávy rockenrolu (Rock and Roll Hall of Fame).